# Propilenglicol
El propilenglicol, també anomenat 1,2-propanediol o propan-1,2-diol, és un compost orgànic (un diol o alcohol doble) amb la fórmula C₃H₈O₂ o HO-CH₂-CHOH-CH₃. És un líquid quasi inodor, incolor, clar, viscós de gust dolç, higroscòpic i miscible en aigua, acetona, i cloroform.
Aquest compost a vegades s'anomena α-propylene glycol per distingir-lo de l'isòmer 1,3-propanediol HO-(CH₂)₃-OH, també anomenat β-propylene glycol.
El producte comercial és una barreja racèmica 

## Producció
A partir de l'òxid de propilè.

## Aplicacions
- Solvent en farmàcia (diazepam), etc.[2]
- Com humectant en alimentació, etiquetat com a E1520
- emulgent en begudes
- humificant en medecines, cosmètics, alimentació, pasta de dents i tabac
- anticongelant no tòxic per automòbils.[3]
- Com a component en líquids de cigarretes electròniques.

El propilenglicol té propietats similara a les de l'etilenglicol però aquest segon és tòxic.